# Ricardo Bordallo
Ricardo „Ricky“ Jerome Bordallo (* 11. Dezember 1927 in Agana, Guam; † 31. Januar 1990 in Hagåtña, Guam) war ein zweimaliger demokratischer Gouverneur des US-Außengebietes Guam, der nach der Verurteilung zu einer mehrjährigen Freiheitsstrafe durch Suizid starb.

## Leben
Bordallo war erstmals vom 1. Januar 1975 bis zum 1. Januar 1979 Gouverneur von Guam und hatte dieses Amt erneut zwischen dem 1. Januar 1983 und dem 1. Januar 1987 inne.
Drei Tage vor der Vorwahl (Primary Election) 1986 wurde Bordallo, der die Politik Guams viele Jahre entscheidend prägte, von dem für Guam zuständigen US Attorney Korruption in zehn Fällen vorgeworfen. Er lehnte ein Erscheinen vor einer Grand Jury ab und bezeichnete das Verfahren als „Kolonialismus mit der Grenze zum Rassismus“. Bei dem Verfahren, das vom US District Judge Cristobal Duenas geleitet wurde, ging es auch um die Zahlung von Bestechungsgeldern wie zum Beispiel von 10.000 Dollar durch einen einheimischen Geschäftsmann. Tonbandaufnahmen und Zeugenaussagen gaben die Annahme von großen Geldsummen und Schmiergeldern von Unternehmern an Bordallo wieder, wobei dieser abstritt im Gegenzug öffentliche Aufträge erteilt zu haben.
Bordallos wichtigster Mitarbeiter Herman Sablan sagte aus, dass einige Schmiergelder in Bordallos Wahlkampfkasse flossen. Zum anderen bezeugte ein koreanischer Unternehmer die Zahlung eines Schmiergelds in Höhe von 60.000 US-Dollar bezüglich eines mit 200.000 US-Dollar bewerteten Grundstücks zum Abbau von Bodenschätzen auf Cabras Island.
Nach mehreren Tagen mit zum Teil emotionalen Zeugenaussagen und einer vernichtenden Kritik an der  Berichterstattung über das Verfahren in den Medien, wurde Bordallo am 13. Februar 1987 in allen zehn Anklagepunkten der Korruption für schuldig befunden. Obwohl schließlich in sieben Anklagepunkten von einer Verurteilung abgesehen wurde, verurteilte Richter Duenas ihn zu neun Jahren Freiheitsstrafe sowie Zahlung einer weiteren Geldstrafe von 114.000 US-Dollar.
Seine Verurteilungen wegen acht Fällen von Bestechung und Erpressung wurden im August 1988 widerrufen. Es verblieben Anklagen wegen Behinderung der Justiz und Zeugenbeeinflussung, wegen derer er im Dezember 1989 zu vier Jahren Haft verurteilt wurde. Er wurde zum Strafantritt im Bundesgefängnis von Boron (Kalifornien) aufgefordert. Bordallo trat die Strafe jedoch nicht an, sondern kettete sich an das Chief-Quipuha-Denkmal in Hagåtña und erschoss sich mit einem .38 Special-Revolver.
Ricardo Bordallo war mit Madeleine Bordallo verheiratet, die seit Januar 2003 als offizielle, jedoch nicht stimmberechtigte Delegierte die Interessen des „organisierten nichtinkorporierten Territoriums Guam“ (organized unincorporated „Territory of Guam“) im US-Repräsentantenhaus vertritt.